# Javier Pastore
Javier Matías Pastore (ur. 20 czerwca 1989 w Córdobie) – argentyński piłkarz występujący na pozycji pomocnika.

## Kariera klubowa
Javier Pastore jest wychowankiem Club Atlético Talleres ze swojej rodzinnej Córdoby. W barwach tego zespołu występował w rozgrywkach drugiej ligi argentyńskiej, a trenerem Talleres był wówczas były reprezentant Argentyny – Ricardo Gareca. W sezonie 2007/2008 Pastore rozegrał dla swojego klubu 5 ligowych pojedynków, w których nie zdobył żadnej bramki.
W 2008 roku Argentyńczyk przeniósł się do Club Atlético Huracán. Zadebiutował jeszcze podczas sezonu 2007/2008, w meczu 16. kolejki turnieju zamknięcia z Club Atlético River Plate. Pastore w 71. minucie zmienił Federico Poggiego, a 10 minut później River Plate zdobyło zwycięską bramkę na 1:0. Od początku rozgrywek 2008/2009 argentyński pomocnik pełnił w swoim zespole rolę rezerwowego, jednak regularnie dostawał szanse gry. Miejsce w podstawowym składzie wywalczył sobie w połowie sezonu. Razem z Huracánem Argentyńczyk zdobył w turnieju zamknięcia wicemistrzostwo kraju, tracąc 2 punkty do Vélezu Sársfield. Argentyńskie media uznały ofensywną formację stworzoną przez Pastore i jego rówieśnika Matíasa Defederico za fantastyczną.
11 lipca 2009 roku Pastore podpisał 5-letni kontrakt z włoskim US Palermo. Kierownictwo sycylijskiego klubu zapłaciło za transfer 8 milionów euro. W Serie A Pastore zadebiutował 23 sierpnia 2009 roku w zwycięskim 2:1 spotkaniu z SSC Napoli.
30 lipca 2011 roku Pastore podpisał kontrakt z francuskim klubem PSG. Paryski klub zapłacił za piłkarza 43 miliony euro. W PSG Pastore spędził 7 sezonów, w czasie których zdobył m.in. 5 mistrzostw Francji.
W 2018 roku Pastore przeniósł się do AS Romy. Później reprezentował też barwy Elche i Qatar SC. W lipcu 2023 roku pozostał bez klubu.

### Statystyki klubowe
| Sezon   | Klub                     | Kraj      | Rozgrywki        | Mecze | Bramki | UEFA | Mecze | Bramki |
| ------- | ------------------------ | --------- | ---------------- | ----- | ------ | ---- | ----- | ------ |
| 2007/08 | Talleres                 | Argentyna | Primera B        | 5     | 0      | -    | -     | -      |
| 2008/09 | Huracán                  | Argentyna | Primera División | 31    | 8      | -    | -     | -      |
| 2009/10 | US Palermo               | Włochy    | Serie A          | 34    | 3      | -    | -     | -      |
| 2010/11 | US Palermo               | Włochy    | Serie A          | 37    | 11     | -    | -     | -      |
| 2011/12 | Paris Saint-Germain F.C. | Francja   | Ligue 1          | 33    | 13     | LE   | 7     | 2      |
| 2012/13 | Paris Saint-Germain F.C. | Francja   | Ligue 1          | 34    | 4      | LM   | 10    | 3      |
| 2013/14 | Paris Saint-Germain F.C. | Francja   | Ligue 1          | 29    | 1      | LM   | 6     | 1      |
| 2014/15 | Paris Saint-Germain F.C. | Francja   | Ligue 1          | 34    | 5      | LM   | 10    | 0      |
| 2015/16 | Paris Saint-Germain F.C. | Francja   | Ligue 1          | 16    | 2      | LM   | 6     | 0      |
| 2016/17 | Paris Saint-Germain F.C. | Francja   | Ligue 1          | 15    | 0      | LM   | 2     | 0      |
| 2017/18 | Paris Saint-Germain F.C. | Francja   | Ligue 1          | 25    | 4      | LM   | 3     | 0      |
| 2018/19 | AS Roma                  | Włochy    | Serie A          | 10    | 2      | LM   | 1     | 0      |

Stan na: 24 lutego 2019 r.

## Kariera reprezentacyjna
Pod koniec 2009 roku Pastore pojechał z drużyną narodową Argentyny na obóz do Katalonii, gdzie wystąpił w sparingu z tamtejszą reprezentacją. W maju 2010 roku Diego Maradona powołał go do kadry na Mistrzostwa Świata w RPA. Oficjalny debiut w reprezentacji Pastore zanotował 24 maja 2010 roku podczas zwycięskiego 5:0 towarzyskiego pojedynku z Kanadą.

## Osiągnięcia

### Paris Saint Germain
- Mistrzostwo Francji: 2012/2013, 2013/2014, 2014/2015, 2015/2016, 2017/2018
- Puchar Francji: 2014/2015, 2015/2016, 2016/2017, 2017/2018
- Puchar Ligi Francuskiej: 2013/2014, 2014/2015, 2015/2016, 2016/2017, 2017/2018
- Superpuchar Francji: 2013, 2014, 2015, 2016, 2017